# Émission de deux protons
L'émission de deux protons, ou radioactivité 2-protons, est un mode de désintégration radioactive dans laquelle deux protons sont émis simultanément du noyau atomique. En ce sens, elle se distingue de l'émission d'un proton suivie juste après par l'émission d'un deuxième proton. Ce phénomène intervient dans des noyaux proches de la drip line des protons. En 2014, ce phénomène n'a été observé que dans trois nucléides : le fer 45, le nickel 48 et le zinc 54.

## Historique
L'existence de ce mode de désintégration a d'abord été proposée au début des années 1960 par les physiciens théoriciens soviétiques Vitalii Goldanskii (On neutron-deficient isotopes of light nuclei and the phenomena of proton and two-proton radioactivity) et Iakov Zeldovitch. L'année suivante, Vitalii Goldanskii fut le premier à proposer une liste de noyaux pouvant décroitre par l'émission de 2 protons (Two-proton radioactivity).

### Découverte expérimentale
La première mise en évidence expérimentale de la radioactivité 2-protons a eu lieu en 2002 dans le noyau de fer 45. Le nouveau type de radioactivité a été observé de manière indépendante dans deux expériences : l'une réalisée à GSI en Allemagne par Marek Pfützner et son équipe (First evidence for the two-proton decay of 45Fe), l'autre au GANIL en France par Bertram Blank et son équipe (Two-Proton Radioactivity of 45Fe). Dans les deux expériences, les noyaux de fer 45 ont été obtenus par fragmentation d'un faisceau de nickel 58. Parmi tous les noyaux produits dans les collisions, les noyaux de fer 45 sont sélectionnés à l'aide d'un séparateur avant d'être implantés dans des détecteurs silicium. Ces détecteurs permettent de discriminer les événements où deux protons sont émis des événements où des protons sont émis après désintégration β+.
Par la suite, la radioactivité 2-protons a été mise en évidence avec des techniques similaires dans les noyaux de zinc 54 en 2005 (First Observation of 54Zn and its Decay by Two-Proton Emission) et de nickel 48 en 2005 au travers d'un seul événement correspondant à ce mode de désintégration (Two-proton radioactivity studies with 45Fe and 48Ni). Ce résultat a été confirmé en 2011 (First observation of two-proton radioactivity in 48Ni).

### Articles scientifiques
1. ↑  (en) Vitalii Goldanskii, « On neutron-deficient isotopes of light nuclei and the phenomena of proton and two-proton radioactivity », Nuclear Physics, vol. 19,‎ décembre 1960, p. 482–495 (DOI 10.1016/0029-5582(60)90258-3)
2. ↑  (en) Iakov Zeldovitch, « The Existence of New Isotopes of Light Nuclei and the Equation of State of Neutrons », Soviet Physics JETP, vol. 11, no 4,‎ octobre 1960, p. 812
3. ↑  (en) Iakov Zeldovitch, « Two-proton radioactivity », Soviet Physics JETP, vol. 27,‎ novembre 1961, p. 648–664 (DOI 10.1016/0029-5582(61)90309-1)
4. ↑  (en) Marek Pfützner et al., « First evidence for the two-proton decay of 45Fe », European Physical Journal A, vol. 14,‎ mai 2002, p. 279-285 (DOI 10.1140/epja/i2002-10033-9)
5. ↑  (en) Jérôme Giovinazzo, Bertram Blank et al., « Two-Proton Radioactivity of 45Fe », Physical Review Letters, vol. 89,‎ août 2002, p. 102501 (DOI 10.1103/PhysRevLett.89.102501)
6. ↑  (en) Bertram Blank et al., « First Observation of 54Zn and its Decay by Two-Proton Emission », Physical Review Letters, vol. 94,‎ juin 2005, p. 232501 (DOI 10.1103/PhysRevLett.94.232501)
7. ↑  (en) C. Dossat et al., « Two-proton radioactivity studies with 45Fe and 48Ni », Physical Review C, vol. 72,‎ novembre 2005, p. 054315 (DOI 10.1103/PhysRevC.72.054315)
8. ↑  (en) M. Pomorski et al., « First observation of two-proton radioactivity in 48Ni », Physical Review C, vol. 83,‎ juin 2011, p. 061303 (DOI 10.1103/PhysRevC.83.061303)